# Powidz (stacja kolejowa)

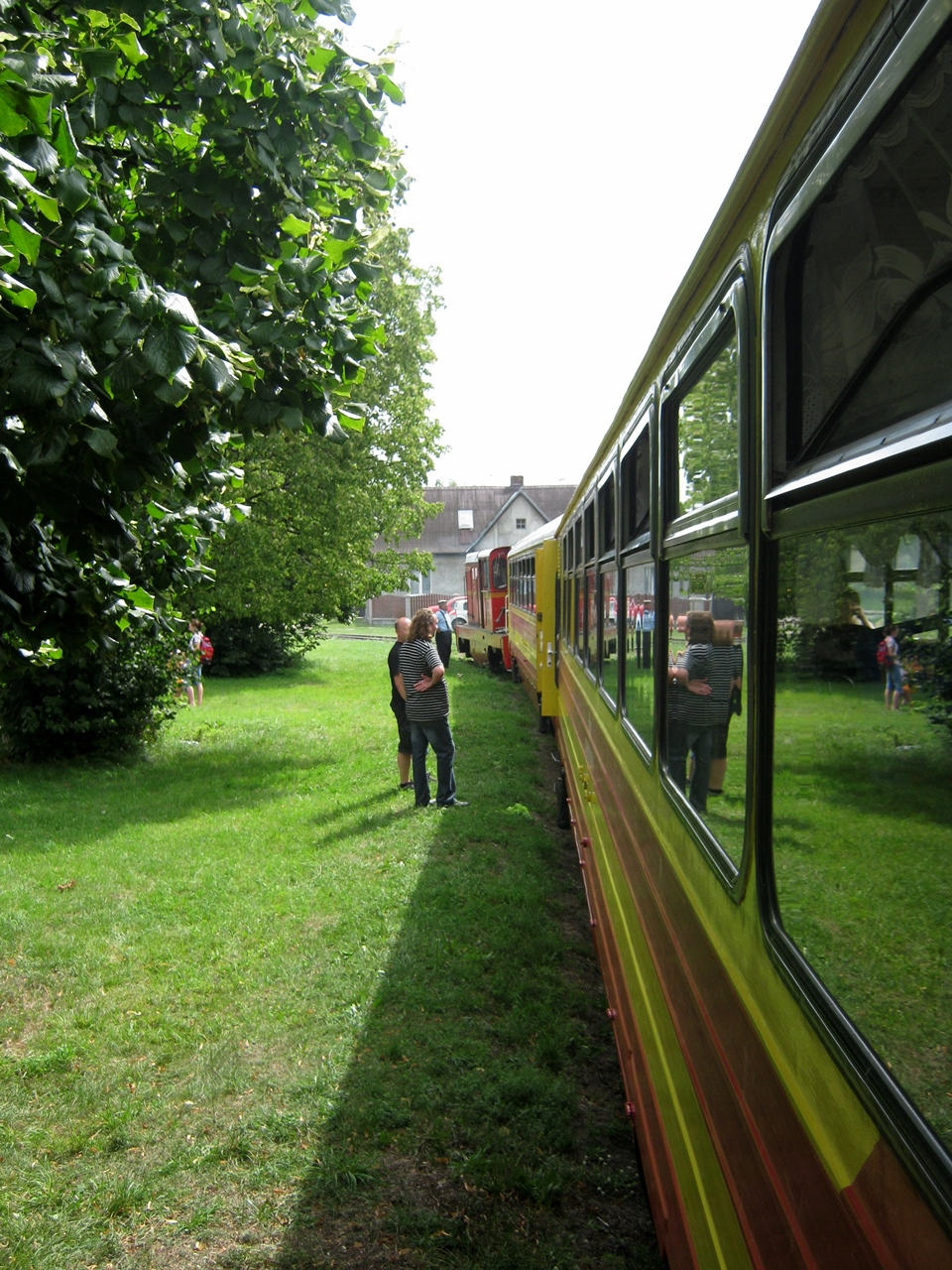
Lxd2-343 z pociągiem rozkładowym Gniezno Wąsk. – Ostrowo oczekuje na odjazd ze stacji Powidz

Powidz – stacja kolei wąskotorowej (Gnieźnieńska Kolej Wąskotorowa) w Powidzu, w województwie wielkopolskim.

## Historia
Oddana do użytku 16 września 1897 roku. Połączenie kolejowe z Anastazewem stacja uzyskała 29 października 1911 roku. W tym samym roku z powodu wzrostu liczby podróżnych otwarto przystanek osobowy Powidz Kąpielisko, przemianowanego później na Powidz Uzdrowisko. Przystanek ten był czynny w okresie letnim w latach 1911–1914 oraz ponownie w połowie lat 20. Od tego przystanku tor kolei prowadzi wzdłuż brzegu Jeziora Powidzkiego przez 3,5 km. W tym miejscu trasa osiąga najniższą wysokość na całej linii – 99,5 m n.p.m. – tylko o ponad metr więcej niż poziom wody w jeziorze. Powodowało to w czasie roztopów wiosennych zalanie toru i wstrzymanie ruchu pociągów.
Budynek stacyjny mieścił (w momencie otwarcia linii Witkowo – Powidz) biuro zawiadowcy stacji, kasę oraz magazyn. Kubatura budynku wynosiła 380 m³. Na stacji znajdowała się również obrotnica dla wagonów motorowych.
W 1953 roku koło Powidza rozpoczęto budowę lotniska. Wszelkie materiały do budowy dowożono koleją wąskotorową. Wybudowano nową bocznicę, tzw. „Dolinę”.
W dniach 2 maja – 8 czerwca 1957 roku przekuto tory na docinku Anastazewo – Niechanowo z 600 na 750 mm. W związku z wprowadzeniem do eksploatacji pociągów transporterowych na odcinku Gniezno – Powidz, a później pociągów osobowo-transporterowych czas jazdy z Gniezna do Powidza wydłużył się z 1 godziny i 35 min do 2 godzin. Ponadto konkurencja ze strony autobusów PKS przyczyniła się do dużego spadku liczby podróżnych. W 1984 roku odwołano kursowanie jednego pociągu relacji Gniezno – Powidz, a 1 września 1986 roku zawieszono kursowanie pociągów na odcinku Anastazewo – Powidz. Na odcinku Powidz – Gniezno kursowały już tylko 2 pary pociągów, jednak czas  ich przejazdu wydłużono do 2,5 godziny z powodu złego stanu torów. Oficjalnie ruch pociągów zawieszono 1 stycznia 1989 roku, a w rzeczywistości składy pasażerskie przestały kursować w 1987 roku, kiedy przestano dołączać wagon pasażerski do pociągów towarowych. Odbiorcami przesyłek towarowych w Powidzu były: GS Powidz, Jednostka Wojskowa.
Warto wspomnieć, że od końca lat 80. Gnieźnieńska Kolej Wąskotorowa zawoziła każdego lata do Powidza jedyny w Polsce wagon-salonkę, gdzie służył on na za dom wczasowy.
Budynek stacyjny wykorzystywany był do 1990 roku, kiedy to zlikwidowano stanowiska zawiadowcy stacji, dyżurnego ruchu (już 28 maja 1962 roku) oraz kasjera. Budynek przeznaczono na mieszkania.

## Rozkłady jazdy
Rozkład ważny od 15 września 1897 roku
| Stacja     | Godzina odjazu |              |              |
| ---------- | -------------- | ------------ | ------------ |
| Powidz     | 5:50           | 11:20        | 18:50        |
| Charbin    | 5:59           | 11:39        | 18:59        |
| Ługi       | 6:08           | 11:48        | 19:09        |
| Wiekowo    | 6:14           | 11:54        | 19:15        |
| Strzyżewo  | 6:22           | 12:02        | 19:21        |
| Witkowo    | 6:30/ 6:38     | 12:10/ 12:38 | 19:30/ 20:00 |
| Małachowo  | 6:47           | 12:48        | 20:09        |
| Miroszka   | 6:54           | 12:55        | 20:16        |
| Niechanowo | 7:01/ 7:05     | 13:02/ 13:06 | 20:23/ 20:27 |
| Żelazkowo  | 7:14           | 13:15        | 20:36        |
| Jelonek    | 7:26           | 13:27        | 20:48        |
| Gniezno    | 7:38           | 13:39        | 21:00        |

Rozkład od 31.05.1987 roku do 28.05.1988 roku
| Gniezno Wąsk.  | 10:00 | 15:35 |
| -------------- | ----- | ----- |
| Ogród Wiktorii | 10:14 | 15:49 |
| Żelazkowo      | 10:37 | 16:12 |
| Niechanowo     | 10:50 | 16:27 |
| Miroszka       | 11:00 | 16:37 |
| Małachowo      | 11:09 | 16:46 |
| Witkowo        | 11:30 | 17:11 |
| Strzyżewo      | 11:42 | 17:23 |
| Wiekowo        | 11:54 | 17:35 |
| Ługi           | 12:01 | 17:42 |
| Charbin        | 12:12 | 17:53 |
| Powidz         | 12:26 | 18:07 |